# Cheon Myeong-kwan
Cheon Myeong-kwan (en hangeul : 천명관) est un écrivain sud-coréen né en 1964.

## Biographie
Cheon Myeong-kwan est né à Yongin, dans la province de Gyeonggi en Corée du Sud. Il réalise ses débuts littéraires en 2003 avec son histoire courte intitulée Frank et moi. Avant de devenir écrivain, il a travaillé pour une société de production de films et a également écrit les scénarios des films Gunman (1995) et Un grand restaurant chinois (1999). Bien qu'il ait écrit de nombreux scénarios et qu'il se soit préparé à jouer lui-même dans ses films, la production de ses films a été suspendue. Cheon a ainsi affirmé que même si ses films avaient vu le jour, il n'aurait pas voulu les adapter en romans. Bien qu'il fût un temps amer de cet échec, il admet que c'est sans doute une période importante dans sa formation et dans la recherche de discipline dans son métier d'écrivain.

## Œuvre
Cheon a avoué qu'il s'était au début tourné vers l'écriture pour trouver de quoi vivre, mais il a fini par se lancer concrètement dans l'écriture sous les encouragements de son frère qu'il l'a toujours poussé à écrire des romans plutôt que des scénarios de films. C'est ainsi que Cheon publie sa première nouvelle Frank et moi, une histoire absurde et humoristique mettant en scène un mari au chômage qui pour rencontrer son cousin Frank se rend au Canada, où il se rend compte qu'il est devenu un chef de gang à Los Angeles. Avec ce court récit, Cheon a remporté le prix du nouvel écrivain "Munhakdongne", et un an plus tard en 2004, il remporte le 10e Prix du roman Munhakdongne pour son premier roman La reine de briques rouges. Avec ces deux ouvrages, il relance sa carrière d'écrivain, et commence à recevoir l'attention générale de la critique et des lecteurs.
Cheon a désormais quelques œuvres à son actif. Il a publié par ailleurs un volume de 11 nouvelles en plus de son roman La reine de briques rouges. Récemment, il s'est replongé dans l'écriture de scénarios plus que dans la littérature, mais il semble tout à fait clair qu'il est un conteur doué.
Son roman Aging Family, sur un trio adolescent de frères loser qui s'embarque dans une série de mésaventures après être revenu dans la maison de leur mère, est adapté en 2013 par Song Hae-seong dans Boomerang Family, avec à l'affiche Youn Yuh-jung, Yoon Je-moon, Park Hae-il, Gong Hyo-jin et Jin Ji-hee.